# هوزان عكو
هوزان عكو (مواليد 1978) كاتب سوري كردي

## البداية
تخرج من المعهد العالي للفنون المسرحية بدمشق عام 2004 يكتب للتلفزيون والسينما والمسرح فازت مسرحيته «بروانه» بالجائزة الأولى للكتاب الشباب عام 2006 وفارت مسرحيته «النورس» بجائزة الشارقة للأبداع عام 2007 حصل على جائزة أفضل سيناريو تلفزيوني عن فيلمه «فيجة» عام 2009

## أعماله

### للتلفزيون
1. غفلة الأيام 2007
2. لورنس العرب 2008
3. أسعد الوراق 2010
4. رسائل من جول 2011
5. دليلة والزيبق 2011
6. دليلة والزيبق 2012
7. بنت الشهبندر 2014 -2015
8. مسلسل سبعة 2015
9. الهيبة 2017
10. مسلسل المنصة 2020
11. مسلس بورد 2024

للسينما
1. سينما دمشق 2009
2. تأرجح 2009
3. خلف عيون النساء وثائقي 2010

### للمسرح
1. بيت بلا عنوان 2003
2. بروانه 2006
3. النورس 2007
4. ساعة القناص 2015

## وصلات خارجية
- هوزان عكو على موقع أرشيف الشارخ.
- http://www.elcinema.com/person/pr1990140/